# Охи дан
Охи Дан или Оки Дан (грчки: Επετειος του Οχι, Епетиос ту охи; "Годишњица не") слави се широм Грчке, Кипра и грчких заједница широм света 28. октобра сваке године. Охи Дан обележава одбијање грчког премијера Јоаниса Метаксаса ултиматума италијанског диктатора Бенита Мусолинија 28. октобра 1940. године након чега је уследио контранапад Грчке на италијанске снаге на планинама Пиндуса током грчко-италијанског рата и грчког отпора током окупација Осовине.

## Ултиматум
Овај ултиматум, који је Метаксасу представио италијански амбасадор у Грчкој, Емануеле Грази у ноћи 28. октобра 1940. године, који је управо дошао са забаве у италијанској амбасади у Атини, затражио је од Грчке да дозволи силама Осовине да уђу Грчке територије и заузимају одређене неодређене "стратешке локације" или ће се на други начин суочавати са ратом. На њега је наводно одговорено једном лаконичном речју: οχι (Не!). Међутим, његов стварни одговор је био: "Alors, c'est la guerre!" (Ово је рат!).
Као одговор на Метакасово одбијање, италијанске трупе стациониране у Албанији (тадашњи италијански протекторат) напале су грчку границу у 05:30 - почетак учешћа Грчке у Другом светском рату.
Ујутро 28. октобра грчко становништво је изашло на улице, без обзира на политичку припадност, вичући 'οχι'. Од 1942. године слави се као Охи дан, најпре међу припадницима отпора и после рата од стране свих Грка.

## Годишњица
Током рата, 28. октобра сваке године грчке заједнице широм света, у Грчкој и на Кипру су обележиле празник а након Другог светског рата постао је државни празник у Грчкој и на Кипру. Догађаји из 1940. године сваке године се обележавају војним и студентским поворкама. На сваку годишњицу, већина јавних зграда и резиденција украшена је националним заставама. Школе и сва радна места су затворена.